# Гърнзи
Гърнзи [ˈgɜːnzɪ] или Гърнси, наричан още Бейлиуик Гърнси (на английски: Bailiwick of Guernsey; на френски: Bailliage de Guernesey; на нормански: Bailliage dé Guernési) е вторият по големина британски остров в протока Ламанш, част от Нормандските острови и (заедно с по-малки острови) едноименно коронно владение на Великобритания.
Намира се в Общата пътническа зона на Британските острови, но не е в състава на Европейския съюз. Третира се като част от Европейската общност за целта на свободната търговия със стоки. 

## География
Към територията принадлежат главният остров Гърнзи и още островите Олдърни, Сарк, Хърм, както и други по-малки острови.
Остров Гърнзи е с хълмист релеф със стръмни брегове (особено от юг).
Населението на острова е 63 026 души към 2016 г.

## История

### Праистория
Гърнзи се отделя от френска земя чрез евстатично покачване на морското ниво след последната ледникова епоха около 4000 г. пр.н.е. Заселване е доказано едва за мезолита (Jehou), за разлика от Джърси дотогава не са открити находки от старокаменната епоха. Островът няма находища на кремък, обаче изглежда са използвани наноси от подводни находища северно от Олдърни. На острова има много проходни и галерийни гробове от младокаменната епоха, както и частично антропоморфни менхири (най-значимият е гробището на Câtel). Известни са и много находки от културата на звънящите покали.
Въпреки трудните условия за навигация поради голямата разлика между прилива и отлива (ок. 12 м.), пристанището на Сейнт Питър порт е било важен търговски център още по римско време, за каквото сочи и един врак на входа му.

### Средновековие
Островите са покръстени от свети Самсон от Дол (срв. Дол от Бретан). Първоначално са в херцогството Бретан, но по-късно преминават към херцога на Нормандия.
Независимостта от Нормандия е през 1204 г. През 1066 г. Херцог Вилхелм Завоевателя покорява Англия и става английски крал. Островите на Канала остават имущество на краля, без да са част от Обединеното кралство.

### Ново време
През 17 век на острова се провеждат много процеси срещу вещици.
В началото на 18 век се изграждат множество укрепления на брега срещу опасността от френско нападение (Кули Мартело). Сър Джон Дойл (Лейтенант Губернатор на Гърнзи) нарежда засипването на канала, който разделял двата острова, образуващи Гърнзи. На него се приписва и Форт Грей, понастоящем музей на корабни останки (врак).
В периода 1815 – 1835 г. се провежда експеримент за фрайгелд (Freigeld, стабилна валута).
Виктор Юго живее в Джърси и Гърнзи по време на изгнанието си след 1851 г.
След окупацията на Франция по време на Втората световна война германците и австрийците от острова са интернирани. По-късно британското управленение напълно напуска острова, демилитаризира го; множество деца са евакуирани в Англия. На 30 май 1940 г. акостират 5 юнкертранспортьора и островът е окупиран от Вермахта. Британските поданици, неродени на Гърнзи са интернирани в лагера Линделе; с тамошния град Бибербах на Рис към 2007 г. съществува приятелско партньорство. Окупаторите изграждат укрепления като изходен пункт за нападения срещу Англия. На Олдърни е изграден вършен пункт към Нойенгаме, наречен Aurigny, „Lager Sylt“, където са държани предимно източноевропейци за принудителен труд.
Всяка година се празнува Денят на освобождението 9 май 1945 г. Музей на окупацията в Les Houards, Forest е открит от Richard Heaume през 1966 г.

## Устройство
Към района на Гърнзи спадат Одлърни, Сарк, Brecqhou, Хърм и други по-малки острови. Разделен е на 10 енории (вж. картата). Секат се собствени монети и не е част нито на ОК, нито на ЕС. Съществува обаче митнически съюз.

## Стопанство
Упражняват се предимно градинарството и животновъдството. От остров Гърнзи произхожда едноименната порода говеда за мляко.
Гърнзи е важна туристическа дестинация за любителите на птиците и природата.